# Mühlenrade
Mühlenrade là một đô thị thuộc huyện Lauenburg, trong bang Schleswig-Holstein, nước Đức. Đô thị Mühlenrade có diện tích 3,74 km², dân số thời điểm 31 tháng 12 năm 2006 là 191 người.